# Мускали
Мускали (чечен. Мус-Кхаьлла) — село в Шатойском районе Чеченской Республики. Входит в Асланбек-Шериповское сельское поселение.

## География
Село расположено на правом берегу реки Ханикале, к юго-востоку от районного центра Шатой.
Ближайшие населённые пункты: на севере — село Юкерч-Келой, на юге — село Дегесты, на востоке — сёла Асламбек-Шерипово и Беной, на западе — село Гуш-Керт, на северо-западе — село Памятой.

## История
В 1977 году указом Президиума ВС РСФСР село Мусен-Кале было переименовано в Мускали.

## Население
| 1990 | 2002 | 2010 |
| ---- | ---- | ---- |
| 77   | ↗102 | ↘37  |